# 良才县
良才县（越南语：／）是越南北宁省下辖的一个县。

## 地理
良才县北接嘉平县；西接顺成市社；南接海阳省锦江县；东接海阳省南策县和至灵市。

## 历史
1999年8月9日，嘉良县重新分设为嘉平县和良才县；良才县下辖广富社、新浪社、平定社、临洮社、富梁社、忠贞社、澄舍社、富和社、赖下社、美香社、明新社、安盛社、中泾社和承市镇1市镇13社。
2024年10月24日，越南国会常务委员会通过决议，自2024年12月1日起，赖下社和美香社合并为安集社，澄舍社和明新社合并为光明社。

## 行政区划
良才县下辖1市镇11社，县莅承市镇。
- 承市镇（Thị trấn Thứa）
- 安集社（Xã An Tập）
- 安盛社（Xã An Thịnh）
- 平定社（Xã Bình Định）
- 临洮社（Xã Lâm Thao）
- 富和社（Xã Phú Hòa）
- 富梁社（Xã Phú Lương）
- 光明社（Xã Quang Minh）
- 广富社（Xã Quảng Phú）
- 新浪社（Xã Tân Lãng）
- 忠贞社（Xã Trung Chính）
- 中泾社（Xã Trung Kênh）